# Bob Mosher
Pour les articles homonymes, voir Mosher.
Bob Mosher, né le 18 janvier 1915 à Auburn (État de New York) et mort le 15 décembre 1972 à Encino (Los Angeles), est un scénariste, producteur et compositeur américain.

## Filmographie
Comme scénariste
- 1964 : Les Monstres ("The Munsters") (série télévisée)
- 1966 : Frankenstein et les faux-monnayeurs (Munster, Go Home)
- 1970 : Me and Benjie (TV)

Comme producteur
- 1957 : Leave It to Beaver (série télévisée)
- 1960 : Bringing Up Buddy (série télévisée)
- 1961 : Ichabod and Me (série télévisée)
- 1961 : Calvin and the Colonel (série télévisée)
- 1964 : Les Monstres ("The Munsters") (série télévisée)
- 1966 : Frankenstein et les faux-monnayeurs (Munster, Go Home)

Comme compositeur